# Monument Barrès
Le monument Barrès, ou parfois colonne Barrès,, est une lanterne des morts inaugurée en 1928 sur le signal de Vaudémont, au sommet de la colline de Sion, en l'honneur de l'écrivain Maurice Barrès, qui avait célébré la colline de Sion dans son roman La Colline inspirée. Le monument est l'œuvre du paysagiste Achille Duchêne qui s'est fortement inspiré de la lanterne des morts de Fenioux.

## Localisation
Le monument est érigé sur le signal de Vaudémont, à la pointe sud de la colline de Sion. C'est le point culminant de la colline et du plateau lorrain, à 540 ou 541 mètres d'altitude.
Le monument est accessible par un sentier en zigzag de 270 mètres de long prenant naissance au bord de la route départementale 53. Cette dernière, qui longe la crête de la colline pour relier les villages de Sion et Vaudémont, est dite route de la corniche Gaston Canel, du nom de l'ingénieur des ponts et chaussées qui l'a dessinée pour desservir le monument.

## Histoire

### Souscription publique
Après la mort de Barrès fin 1923, une souscription publique est lancée en 1924 par un comité dont le président d'honneur est le maréchal Lyautey, et le secrétaire général le prince Charles-Louis de Beauvau-Craon.
Ce projet s'inscrit dans un contexte de statuomanie dans les années 1920. Ainsi Peter Read, écrivant sur le monument commandé à cette époque à Picasso pour la tombe d'Apollinaire, note qu'en 1924 il y avait des articles de presse presque chaque jour annonçant un nouveau monument pour une icône culturelle à Paris ou en province, citant les exemples, outre Maurice Barrès, d'Émile Zola, Michel Abadie, Louis Pergaud, José-Maria de Heredia, Emmanuel Frémiet, Guy de Maupassant et Paul Verlaine.
En mai 1924, Le Figaro publie un article de Robert de Flers intitulé « Pour un monument national à Maurice Barrès ». En juin 1924, La Revue hebdomadaire publie un article de François Le Grix avec le même titre.
Le 6 octobre 1924, le comité se réunit à l'hôtel de ville de Nancy pour former une commission de propagande présidée par Victor Prouvé, et vice-présidée par Louis Majorelle, René d'Avril et Pierre Desforges (président du conseil d'administration de la Société nancéienne de crédit industriel).
En décembre 1926, François Coty publie dans Le Figaro une série d'articles rédigés par des femmes et des hommes de lettres en faveur de l'érection de ce monument, :
- 19 décembre : Paul Bourget[12],
- 20 décembre : Marie de Heredia sous le pseudonyme Gérard d'Houville[13],
- 22 décembre : Henry Bordeaux[14],
- 23 décembre : Jérôme et Jean Tharaud[15],
- 24 décembre : comtesse de Noailles[16].

Les travaux débutent en 1927.

### Inauguration
L'inauguration a lieu le 23 septembre 1928, de 14 h 30 à 16 h. La cérémonie, événement national, rassemble environ 15 000 personnes. À cette occasion, une messe en plein air est dite, et des discours « mobilisant tout le répertoire patriotique » sont prononcés par,, :
- Paul Bourget[25], de l'Académie française (discours lu par Henry Bordeaux[17],[26],[27]),
- Charles Moureu, de l'Académie des sciences ;
- Désiré Ferry, vice-président de la Ligue des patriotes et député de Meurthe-et-Moselle ;
- Charles Lagier, directeur de l'Œuvre d'Orient ;
- Jean de Leusse, sénateur du Bas-Rhin[26] en remplacement[18] d'Alfred Oberkirch, sous-secrétaire d'État au ministère du Travail et député du Bas-Rhin, empêché ;
- Édouard de Warren, député de Meurthe-et-Moselle[18] ;
- Paul Vautrin, le maire de Metz ;
- Raymond Poincaré[28],[29], le président du Conseil, et ancien président de la République ;
- le maréchal Lyautey[30].

Cette cérémonie donne lieu à une gravure d'Émile Friant représentant Poincaré assis écoutant un discours,,. Sont également présents Alexandre Millerand, autre ancien président de la République, ainsi que les historiens Louis Madelin, Louis Gillet et Joseph Chappey, les hommes de lettres Lucien Corpechot, Franc-Nohain, Louis Dumont-Wilden et André Mabille de Poncheville, le mathématicien La Vallée Poussin, ou encore les directeurs des journaux Le Matin, L'Écho de Paris (Henry Simond), Le Gaulois, Le Temps. Charles Maurras ne peut se rendre à l'inauguration en raison des suites d'un accident ; dans sa réponse à l'invitation du maréchal Lyautey, il qualifie cette inauguration de « noble rendez-vous donné aux fiertés et aux fidélités sur la roche historique de Sion-Vaudémont »,.

Inauguration du monument le 23 septembre 1928
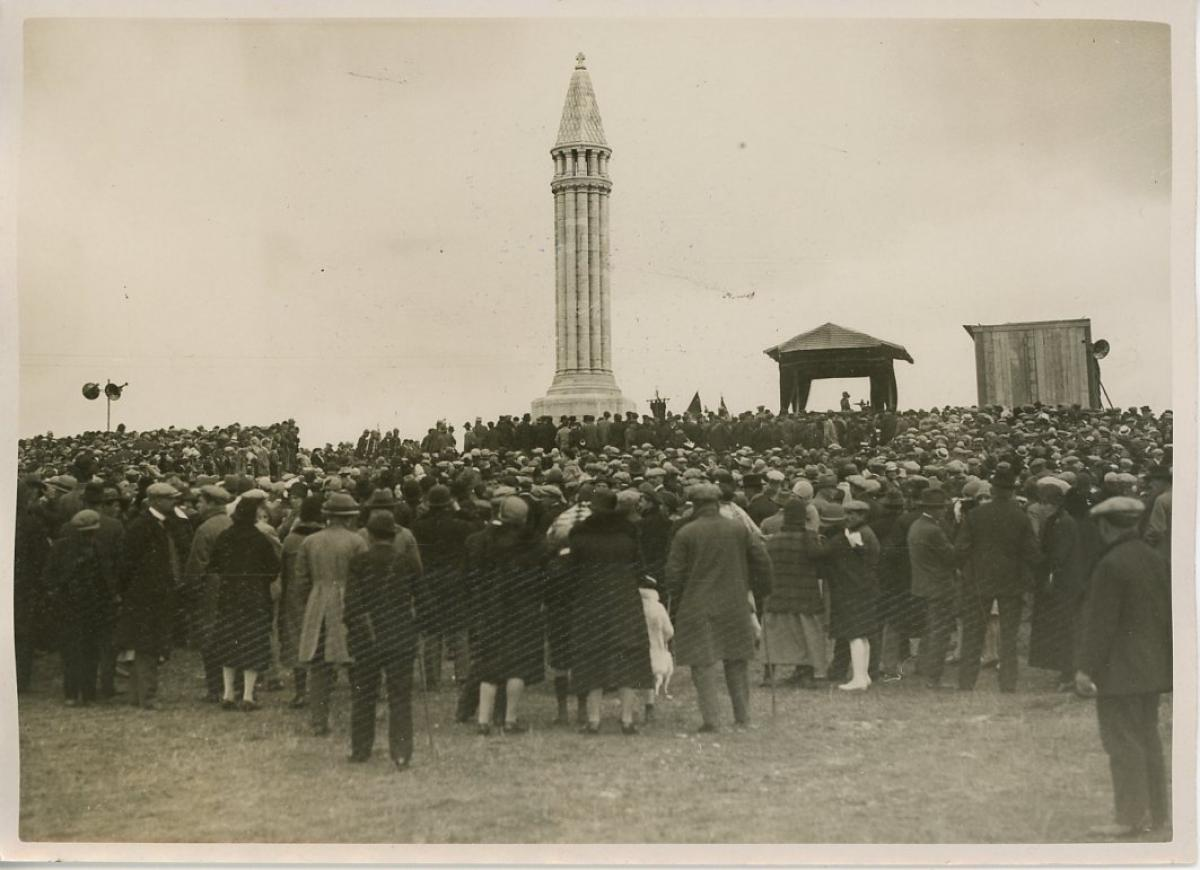
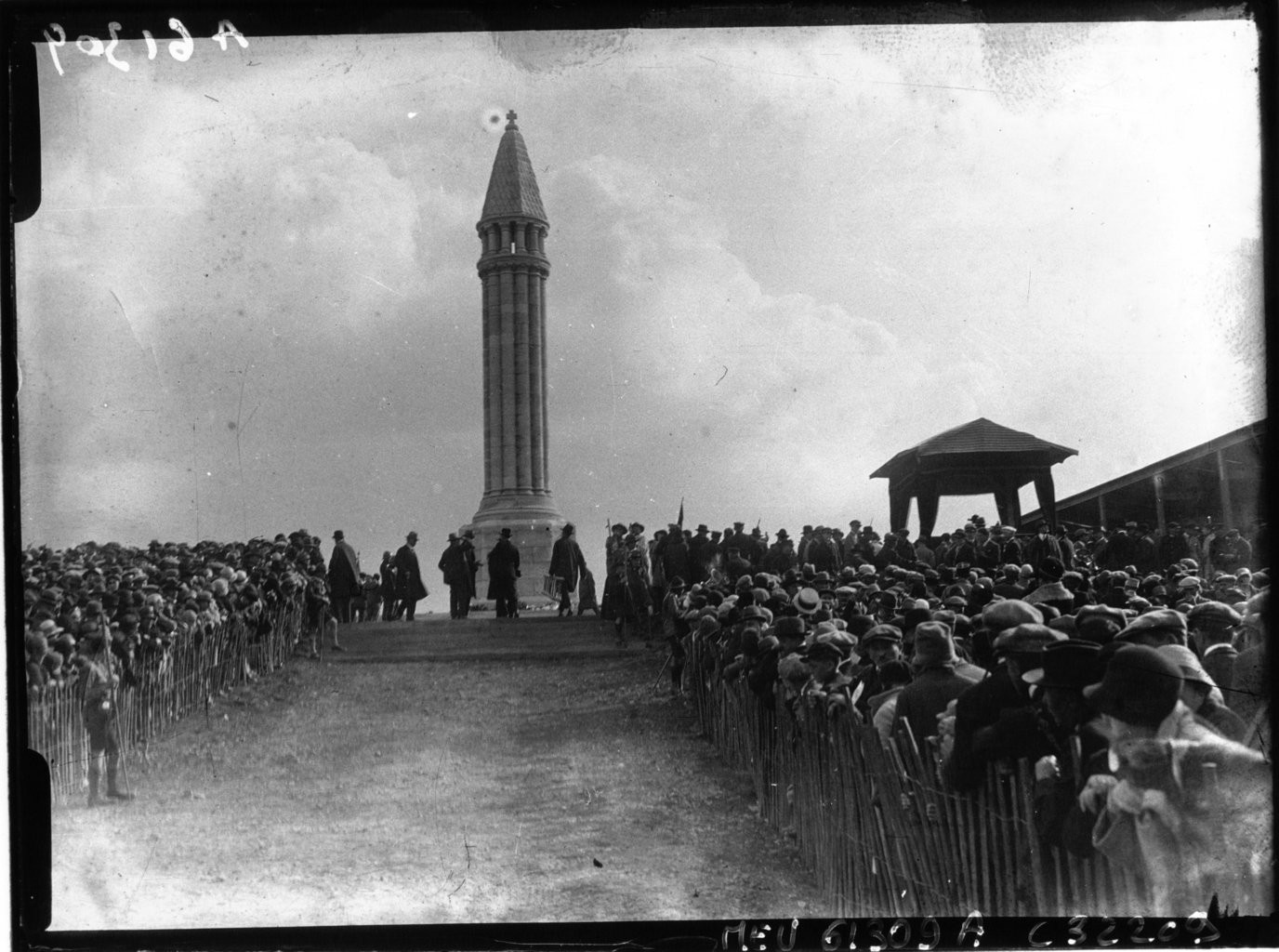
Photographie de l'agence Meurisse.
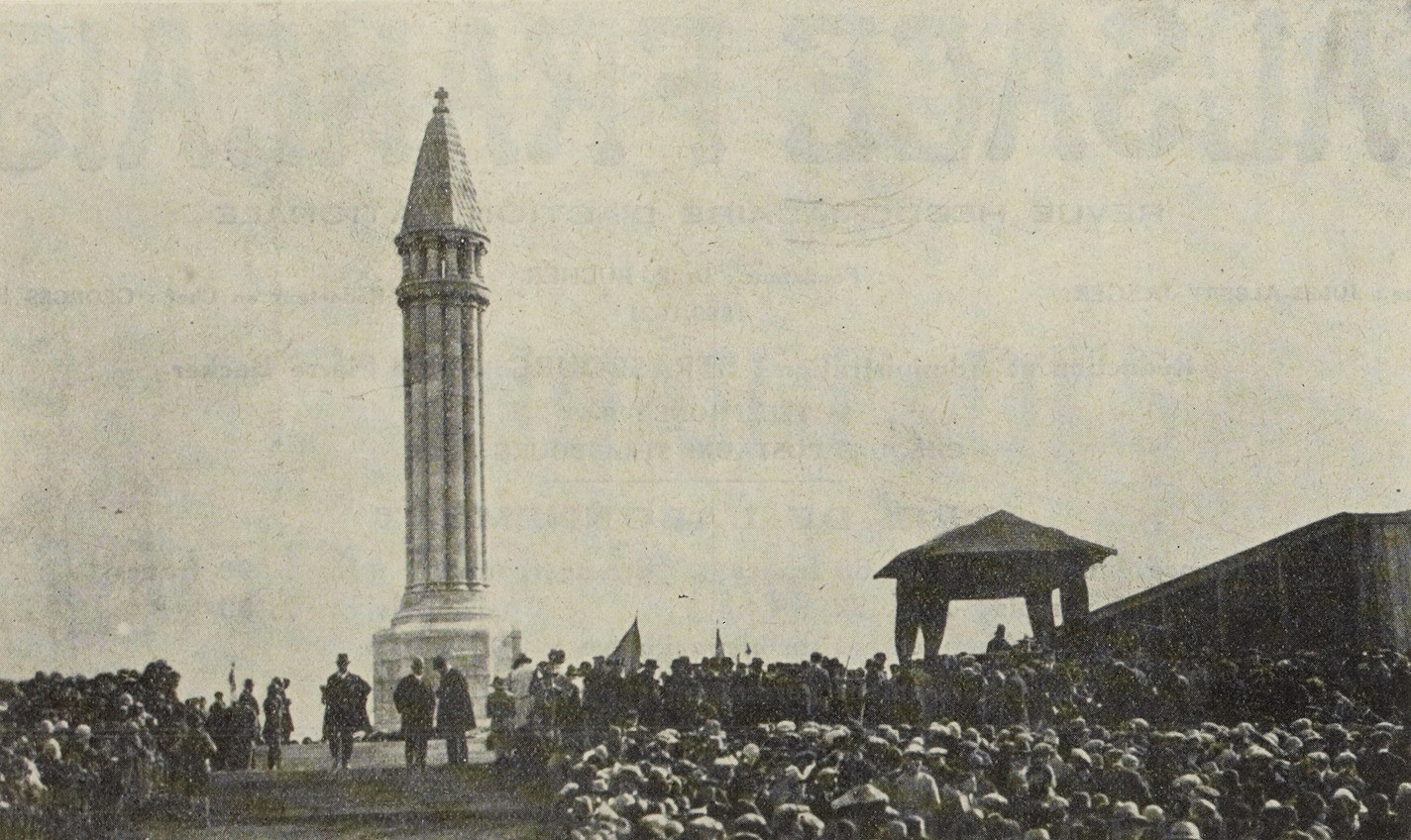
Photographie parue dans L'Alsace française.
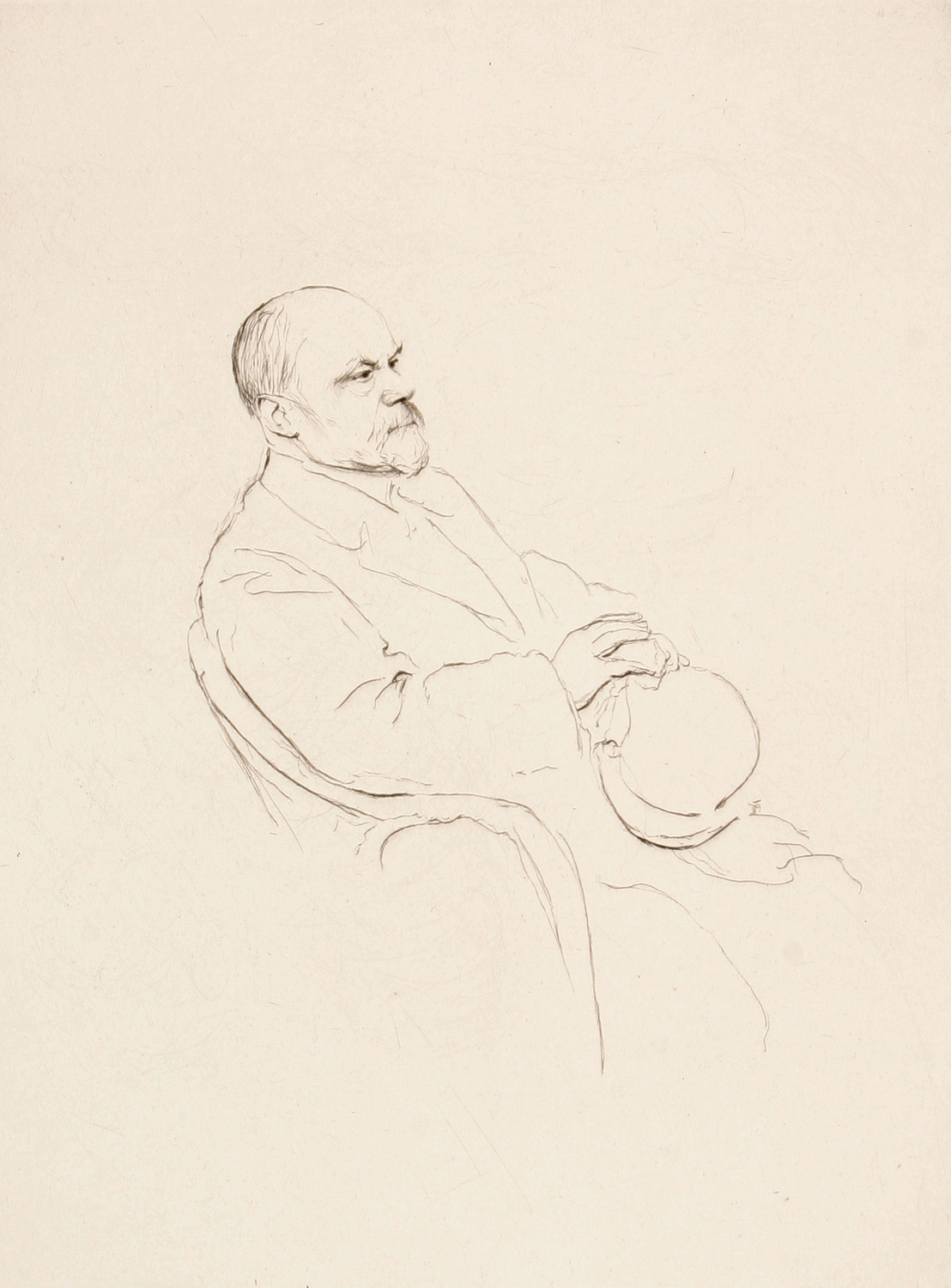
Poincaré assis, écoutant un discours, par Friant.

Quelques jours après l'inauguration, le 25 septembre, Léon Blum écrit un texte intitulé « Le vrai monument de Maurice Barrès » dans Le Populaire. Puis le 27 septembre, Paul Souday, membre du comité d'honneur pour l'érection du monument, écrit un texte intitulé « Autour du monument Barrès » dans sa rubrique « Les Livres » du Temps. En décembre, La Revue hebdomadaire publie un texte de François Le Grix intitulé « La leçon de Sion-Vaudémont ».
André Kertész fait une photographie du monument, qui paraît dans Vu en septembre 1928, puis illustre en 1931 un texte inédit de Barrès.

### Cérémonies
Le 20 décembre 1948, pour le vingt-cinquième anniversaire de la mort de Barrès, une cérémonie est célébrée au monument en présence de Pierre de Gaulle, d'une délégation du conseil municipal de Paris, de représentants des autorités régionales et de Philippe Barrès, fils de l'écrivain. Au cours de cette cérémonie, un avion de la Première Guerre mondiale survole l'assemblée avant de lâcher un bouquet sur le monument ; puis un feu est allumé.
Le 20 mai 1950, le général de Gaulle dépose une gerbe au monument, après s'être entretenu avec Philippe Barrès,.
Le 15 septembre 1973, à l'occasion du cinquantenaire de la mort de Barrès, Pierre Messmer, Premier ministre, dépose une gerbe au pied du monument, au cours d'une série de cérémonies commémoratives dans la région,.

### Pelouse calcaire
Le monument domine une pelouse calcaire classée espace naturel sensible. Sèche et xérique, elle est souvent brulée par le soleil et les vents.
En 1996, des travaux sont menés pour la réaménager.
En 2008, la commune de Vaudémont, qui en est propriétaire, signe un bail emphytéotique de 18 ans avec le conseil départemental de Meurthe-et-Moselle pour qu'il en assure la gestion,,.
En 2014, un sentier en zigzag, accessible aux personnes à mobilité réduite, est aménagé pour canaliser les flux de visiteurs et ainsi respecter la pelouse calcaire,.

Pelouse calcaire aux abords du monument
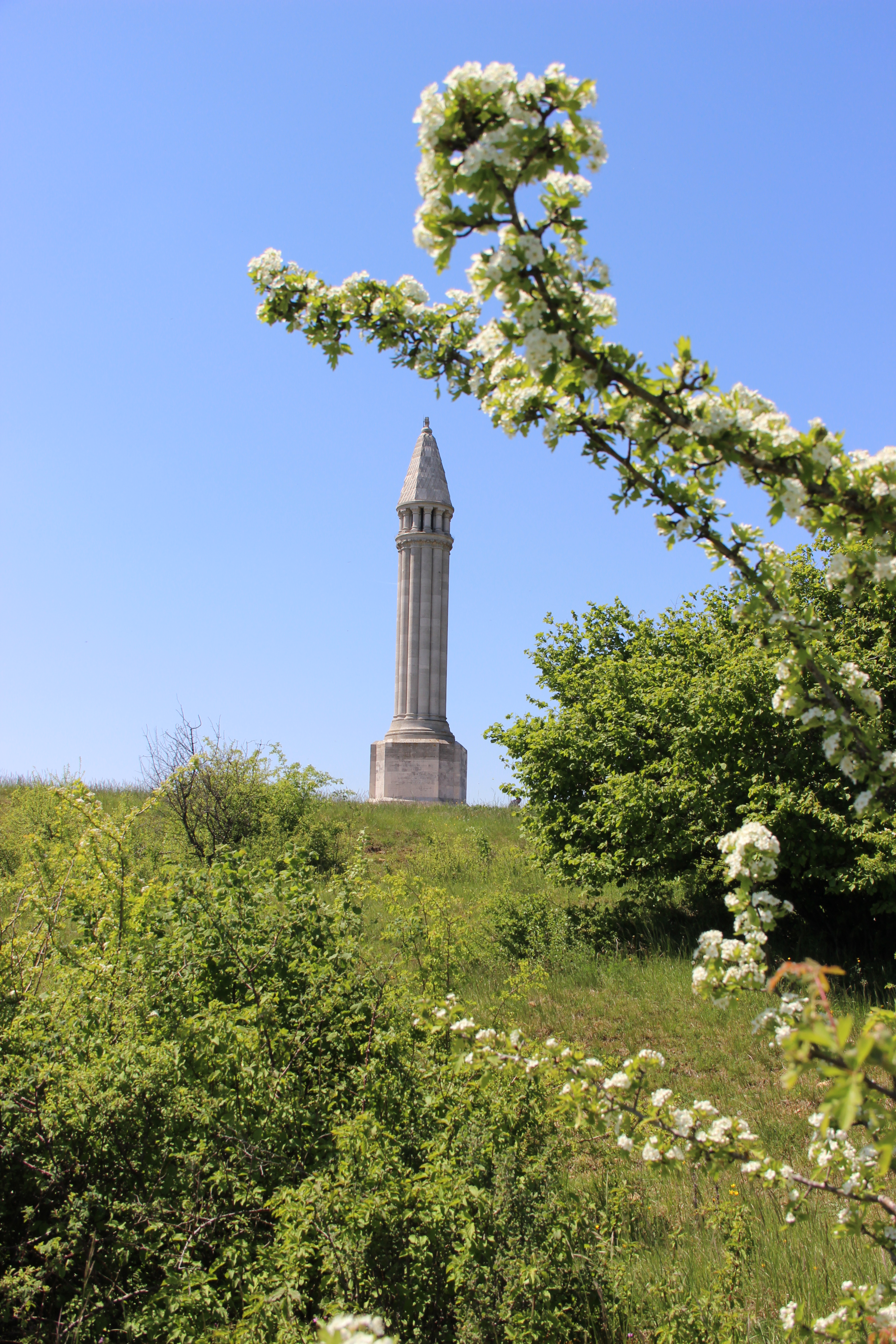
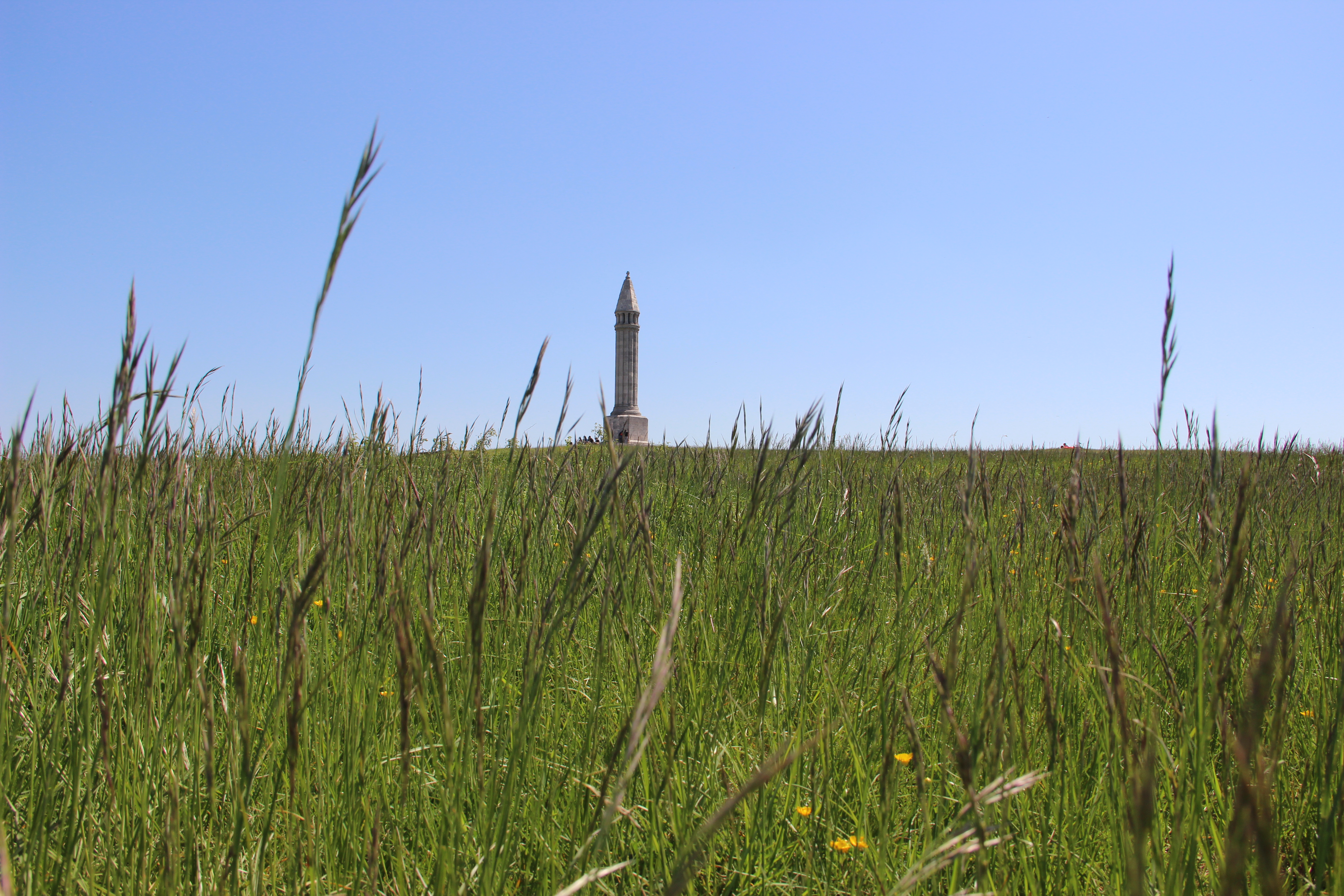
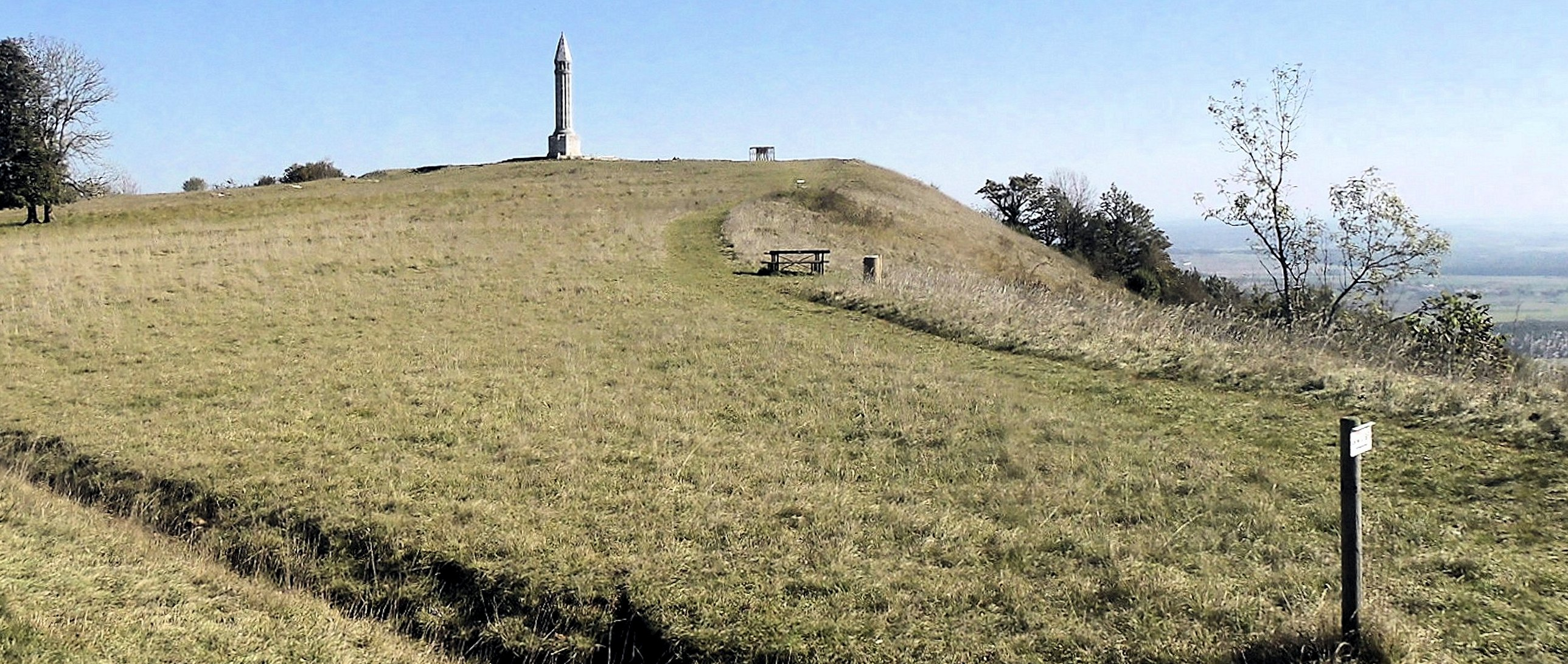
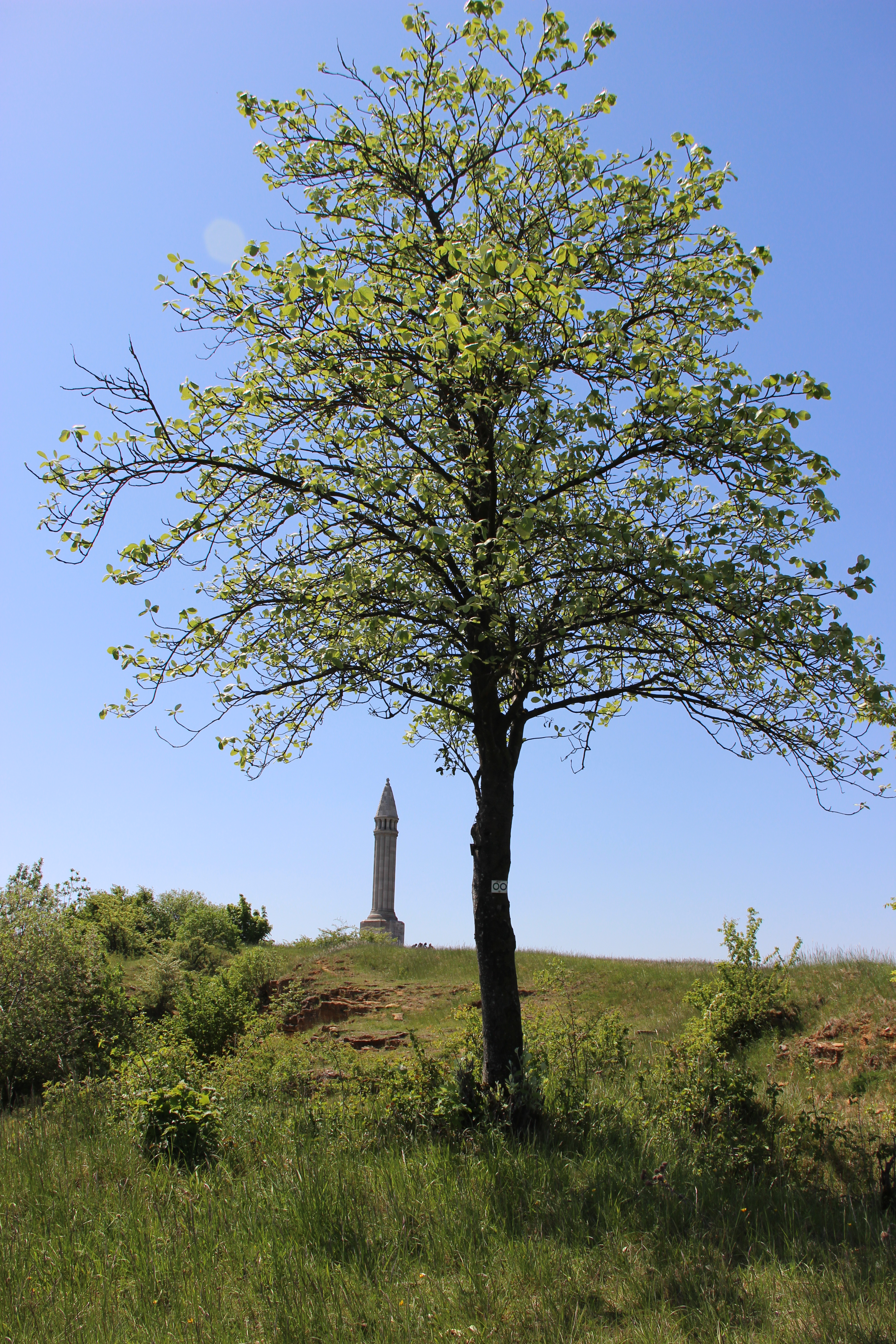

## Auteurs
Le monument est l'œuvre du paysagiste Achille Duchêne, un ami de Barrès, avec des sculptures de René Grandcolas. Il est érigé par l'entreprise France-Lanord et Bichaton,.

## Description

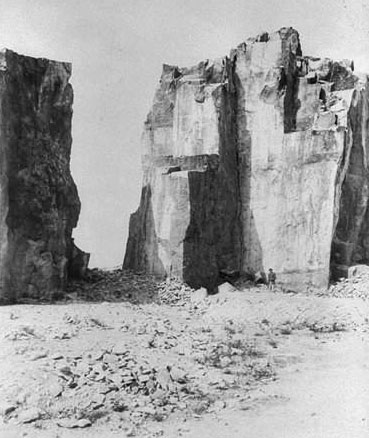
Carrière de la Mézengère, à Lérouville, d'où provient la roche ayant servi à construire le monument.

Le monument Barrès est réalisé en pierre d'Euville issue de la carrière de la Mézengère ou Mésangère, à Lérouville, dans le département voisin de la Meuse.

### Architecture
Le monument est une reproduction presque à l'identique d'un édifice du XIIe siècle, la lanterne des morts de Fenioux, en Charente-Maritime. Le choix de ce motif résulte d'une proposition de deux membres du comité d'honneur pour l'érection du monument, les frères Jérôme et Jean Tharaud, qui ont passé leur jeunesse en Charente, non loin de l'original.
Le monument Barrès est donc de style roman saintongeais, une variante de l'art roman pratiquée au Moyen Âge dans la région de Saintonge, où se trouve Fenioux. Il prend la forme d'un faisceau de douze colonnes dont les chapiteaux en feuilles d'acanthe soutiennent autant de colonnettes plus courtes qui, à défaut d'être réellement ajourées, sont plus fines et donc séparées par un vide donnant l'impression qu'elle forment un lanternon. Celui-ci est surmonté d'un clocheton pyramidal en pierre, sculpté au motif d'écailles. L'ensemble, coiffé d'une croix, mesure 22 mètres de haut.
La ressemblance avec la lanterne des morts de Fenioux est remarquée par Arthur Bonnet, président de la société d'archéologie de Saint-Jean-d'Angély, une société savante siégeant dans les environs immédiats de Fenioux. Il le signale dans un article publié dans La Croix de Saintonge et d'Aunis du 7 octobre 1928,, ainsi que dans un courrier à L'Illustration, car celle-ci avait publié dans son numéro du 29 septembre un article de Roland Engerand à propos de l'inauguration du monument, sans évoquer Fenioux,.
Engerand répond dans L'Illustration du 8 décembre où il reprend une note d'intention que Duchêne, l'architecte du monument Barrès, avait soumise au magazine lors du premier article, dans laquelle il explique comment il s'est inspiré de la lanterne des morts de Fenioux, et détaille les modifications qu'il y a apportées. Parmi celles-ci : la silhouette est amincie par rapport à celle de Fenioux ; le toit pyramidal n'est pas flanqué de pyramidions, contrairement à Fenioux ; les colonnettes qui le soutiennent sont plus petites qu'à Fenioux ; et le socle est apparent là où il est enterré à Fenioux.

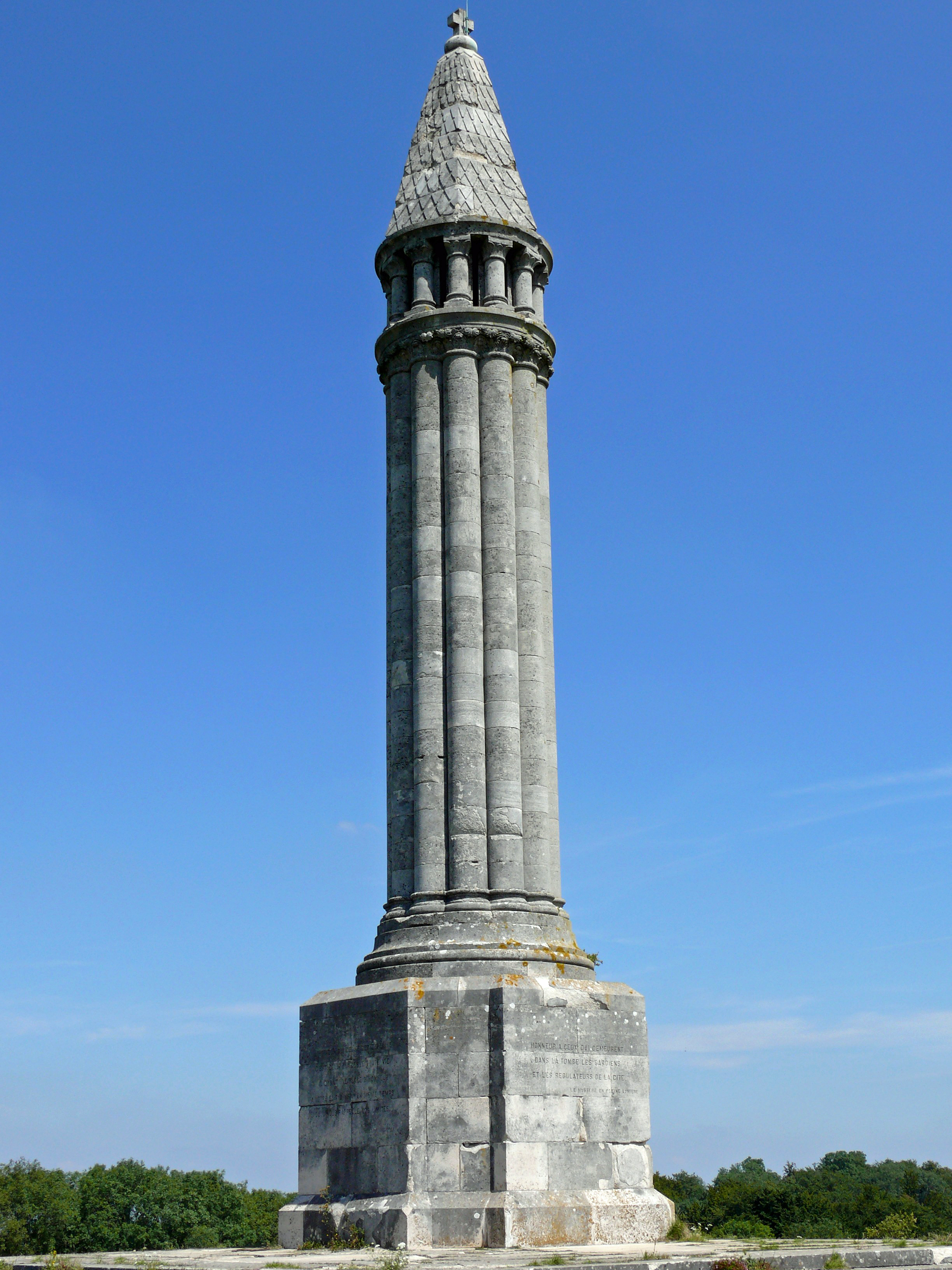
Monument Barrès.
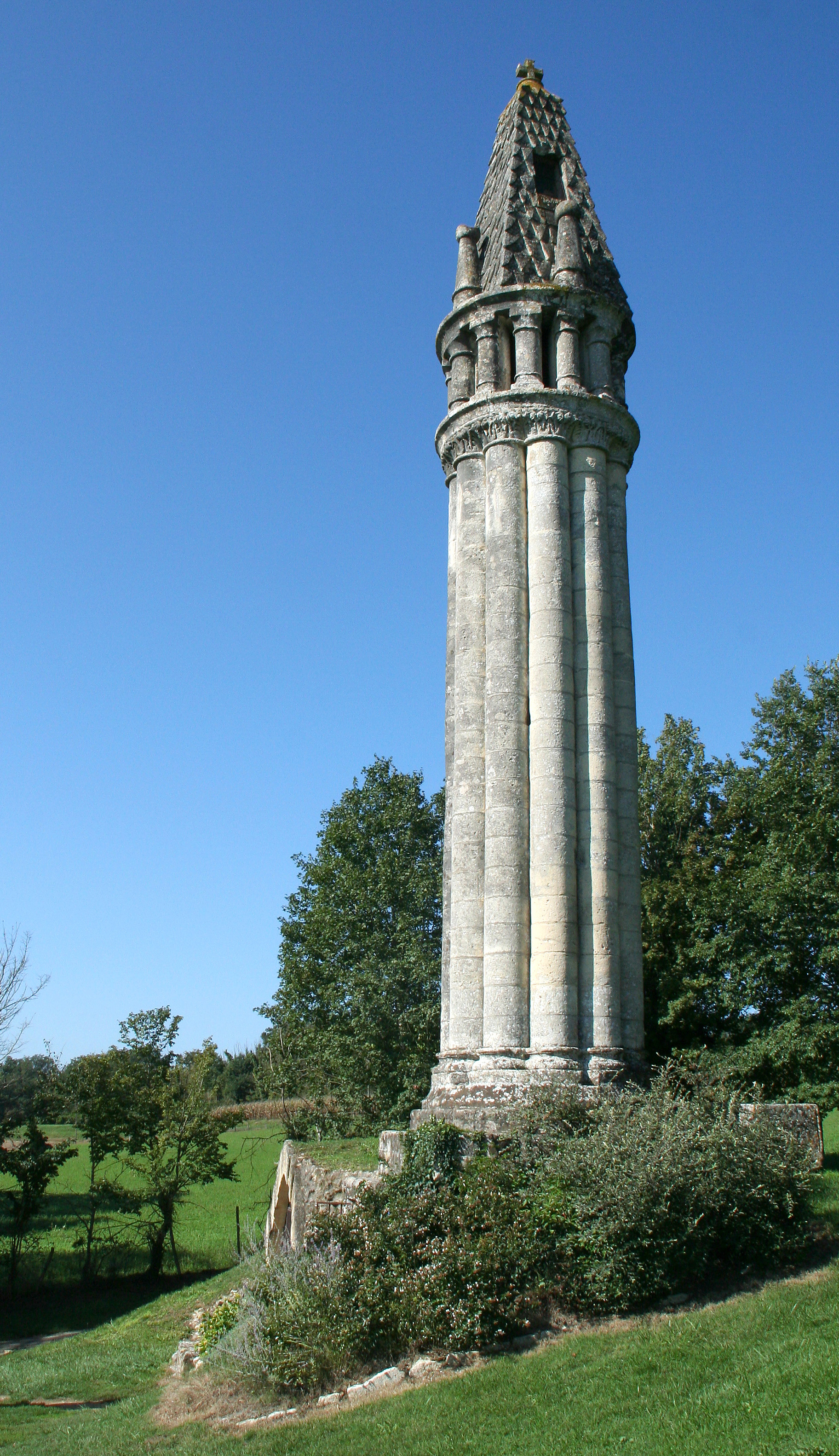
Lanterne des morts de Fenioux.

### Inscriptions
Quelques degrés mènent à un socle sur les faces duquel sont gravées des phrases extraites de l'œuvre de Barrès,, :
| Inscription gravée sur le face nord : À la mémoire de Maurice Barrès, MDCCCLXII - MCMXXIII | Face nord : « À la mémoire de Maurice Barrès, MDCCCLXII - MCMXXIII » |
| Inscription gravée sur la face ouest : L'horizon qui cerne cette plaine c'est celui qui cerne toute vie. Il donne une place d'honneur à notre soif d'infini, en même temps qu'il nous rappelle nos limites. (La colline inspirée)                                                                                 | Face ouest : La Colline inspirée (1913) « L'horizon qui cerne cette plaine c'est celui qui cerne toute vie. Il donne une place d'honneur à notre soif d'infini en même temps qu'il nous rappelle nos limites. »                                                                                  |
| Inscription gravée sur la face sud : Honneur à ceux qui demeurent dans la tombe les gardiens et les régulateurs de la cité (Le mystère en pleine Lumière) | Face sud : Le Mystère en pleine lumière (1926) « Honneur à ceux qui demeurent dans la tombe les gardiens et les régulateurs de la Cité. » |
| Inscription gravée sur la face est : Au pays de la Moselle, je me connais comme un geste du terroir, comme un instant de son éternité, comme l'un des secrets de notre race. À chaque saison, laisse émerger en fleur, et si j'éprouve assez d'amour, c'est moi qui deviendrai son cœur. (Les amitiés françaises) | Face est : Les Amitiés françaises (1903) « Au pays de la Moselle je me connais comme un geste du Terroir, comme un instant de son éternité, comme l'un des secrets que notre race, à chaque saison, laisse émerger en fleur, et si j'éprouve assez d'amour, c'est moi qui deviendrai son cœur. » |

## Symbolique
Selon Jean-Pierre Husson, professeur à l'université de Lorraine, l'édification de ce monument « marque un double changement dans la géographie locale de la dévotion » en déplaçant « la ferveur sur un troisième point de la colline », après la basilique Notre-Dame de Sion et les ruines du château de Vaudémont.

## Divers
Une table d'orientation est installée à proximité du monument pour admirer le panorama sur le plateau lorrain, jusqu'à la ligne bleue des Vosges.
Le monument est pour l'IGN un site géodésique du réseau de détail français.
Les abords du monument sont un site de parapente et de deltaplane.

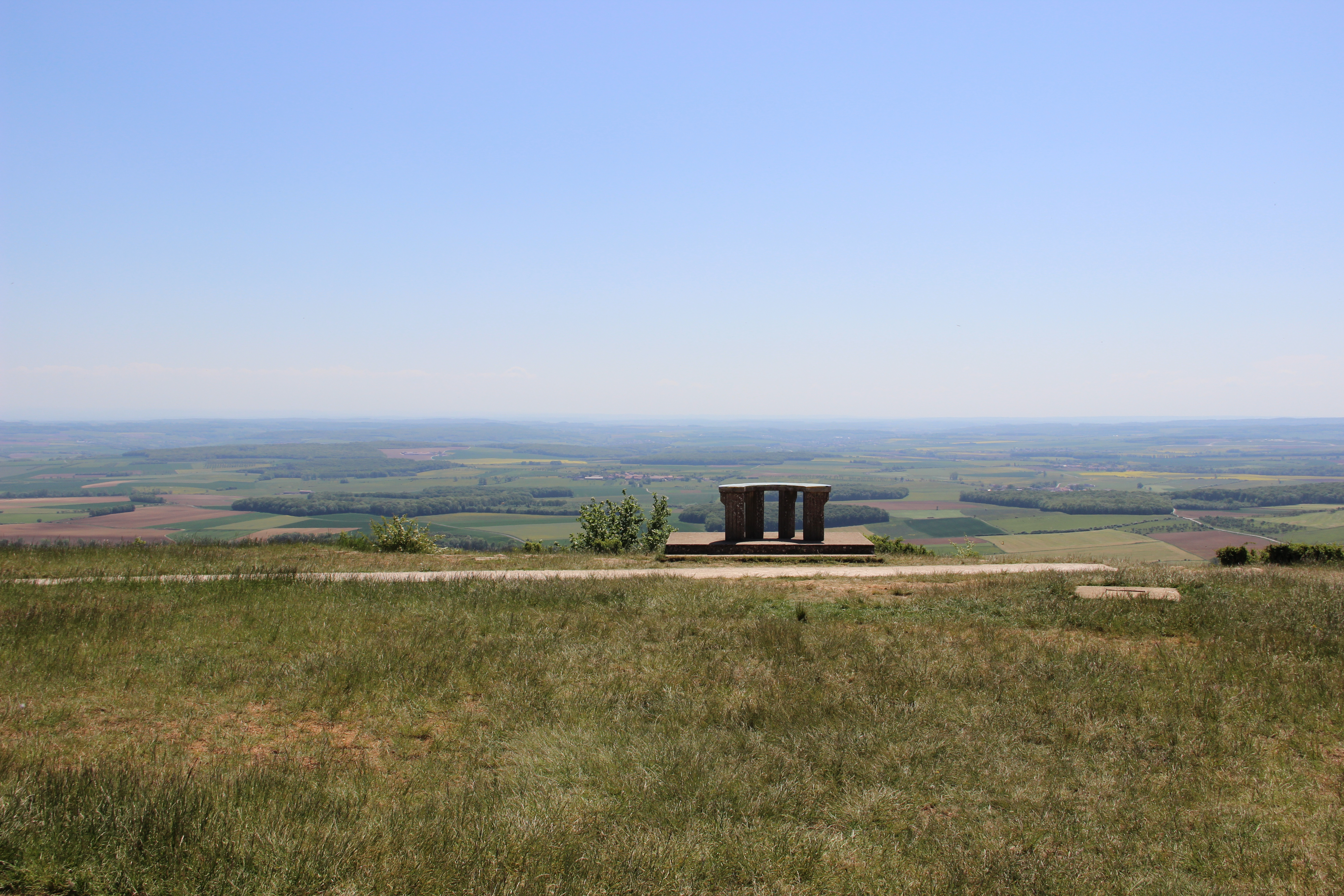
Table d'orientation.
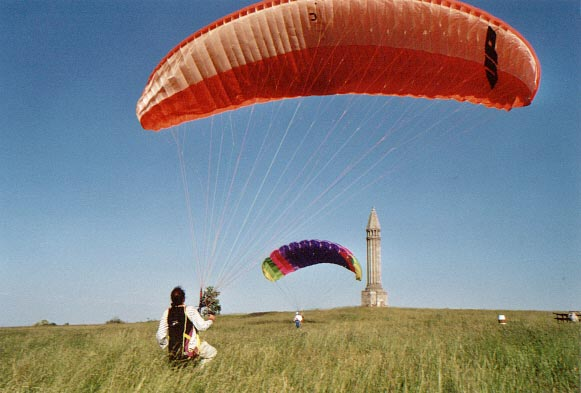
Parapentistes.